# Cemetery of Splendour
Cemetery of Splendour (thailändisch รักที่ขอนแก่น, RTGS Rak thi Khon Kaen, „Liebe in Khon Kaen“, deutscher TV-Titel: „Friedhof der Könige“) ist ein 2015 erschienenes poetisches Filmdrama des thailändischen Regisseurs Apichatpong Weerasethakul, das sich mit Themen wie Leben und Tod, Schlaf und Wachzustand auseinandersetzt.

## Handlung
Der Film handelt von der Hausfrau Jen, die als freiwillige Helferin in einer zu einer kleinen Klinik umfunktionierten Schule Soldaten behandelt, die von einer mysteriösen Schlafkrankheit befallen wurden. Unter anderem setzen die Ärzte farbige Lichtröhren ein, um die Alpträume der Patienten zu mildern. Jen selbst muss, weil eines ihrer Beine kürzer ist als das andere, mit Krücken gehen. Sie entwickelt besondere Zuneigung für einen ihrer Patienten, den jüngeren Itt. Sie hat das Gefühl, als könne sie sich mit ihm „abstimmen“, obwohl er zunächst nicht ansprechbar ist. Als sie ihn wäscht, erwacht er vorübergehend. Auch andere Patienten erwachen vorübergehend, verfallen aber genauso plötzlich wieder ins Koma. Itt hat vor allem wache Momente, wenn Jen anwesend ist. Sie besucht mit ihrem amerikanischen Lebensgefährten Richard einen Tempel, um eine Kerze für Itts Genesung anzuzünden. Die Göttinnen des Tempels begegnen Jen später am helllichten Tag in menschlicher Form. Jen entdeckt Itts Notizbuch, in dem dieser seltsame Aufzeichnungen gemacht hat. Sie vermutet, dass die Träume der Soldaten etwas mit dem mythischen alten Ort, einem ehemaligen Palast und späteren Friedhof, unterhalb der Klinik zu tun haben.
Die junge Keng ist ein Medium, die die Gedanken und Träume der Kranken im Schlaf lesen kann und für diese mit ihren Angehörigen kommuniziert. Sie dient auch als Verbindung zwischen Jen und Itt. Ein langes Gespräch zwischen Jen und Keng, die die Position des Itt eingenommen hat, nimmt einen Großteil der zweiten Hälfte des Films ein.

## Hintergrund
Das animistisch geprägte Leben der Einwohner im Nordosten Thailands, woher der Regisseur stammt und wo der Film Cemetery of Splendour spielt, ihr Glaube an die Seelenwanderung zwischen Menschen, Pflanzen, Tieren und Geistern sind wiederkehrende Themen von Apichatpong Weerasethakuls Filmen. Der Film wurde bei der Un-Certain-Regard-Sektion der Internationalen Filmfestspiele von Cannes 2015 gespielt.

## Rezeption
Der Film war Fünftplatzierter bei der von der britischen Zeitschrift Sight & Sound veröffentlichten Liste der zwanzig besten Filme des Jahres 2015.

“[…] another of his unique imagist cine-poems: […] a meditation on death”

„[…] ein weiteres einzigartiges Film-Gedicht: […] eine Meditation über den Tod.“

“[…] that requires no visual effects to leave you feeling thoroughly enchanted.”

„Keine visuellen Effekte sind nötig, um einen gründlich verzaubert zurückzulassen.“